# Hyacinthe de Gauréault Dumont
Hyacinthe de Gauréault Dumont (ou Du Mont), dit Dumont (1647 - 16 mars 1726), est un administrateur français.
Premier valet de chambre de Monseigneur, fils de Louis XIV, il est nommé gouverneur du château de Meudon à partir de 1706 jusqu'à sa mort. Il a également co-dirigé l'Opéra de Paris avec Francine, au début du XVIIIe siècle.

## Biographie
Né en 1647, il fut écuyer de Monseigneur (le Dauphin). Il avait été détaché de la Petite Écurie du Roi pour s'occuper des chevaux du prince. À ce titre, il dirigea le haras du fils de Louis XIV en Normandie, créé semble-t-il à partir de mai 1693, et situé à la lisière de la forêt de Saint-Sauveur-le-Vicomte, non loin du fief de Dumont. Ce haras abritait une dizaine d'étalons. En 1705, Dumont fut remplacé à la tête de cet établissement par son neveu, Henri de Casaus, qui devint plus tard inspecteur des haras de la généralité.
Le vendredi 5 décembre 1698, Dangeau note dans son Journal qu'à Meudon, « le Roi, à la prière de Monseigneur, a continué à Francine le Privilège de l'Opéra pour 10 ans, à condition qu'il donnera le quart du profit à Gaureault Dumont, écuyer de Monseigneur, et outre cela qu'il donnera 1.000 écus de pension à Bérain, fameux décorateur, 1.000 écus de pension à Colasse, un des quatre maîtres de la Musique du Roi, et 1.000 francs de pension à Mademoiselle Rochouat [Le Rochois], qui a longtemps chanté à l'Opéra avec de grands applaudissements. Monseigneur n'avait quasi jamais rien demandé au Roi pour des particuliers, et il a paru s'intéresser fort à cela ». Le 7 octobre 1704, Dumont cède ses droits dans le privilège de l'Opéra à Pierre Guyenet. Il fut ainsi co-directeur de l'Opéra avec Francine, de 1698 à 1704.
Au fil des années, il était devenu un intime de Monseigneur, mais sans pour autant quitter son corps d'origine.
Le jour de la mort de Michel Thomassin, dit Joyeux, le 22 avril 1706, Monseigneur accorde à Hyacinthe de Gauréault Dumont le titre de gouverneur des châteaux de Meudon et de Chaville, à qui le Roi accorde 20.000 livres de gages, d'après Dangeau.  
Avec la mort de Monseigneur, survenue le 14 avril 1711, à Meudon, et avant son père Louis XIV, Dumont perdit toute l'espérance qu'il avait mise en l'héritier du trône, dont il était l'un des intimes. Le duc de Bourgogne, fils de Monseigneur, lui offrit alors une bague de 2.000 pistoles ayant appartenu au prince. Des provisions du 16 mars 1717 le confortent dans sa qualité de gouverneur de Meudon . Il meurt le 16 mars 1726. À sa mort, son petit-fils, le marquis de Pellevé, deviendra également gouverneur du château de Meudon.

## Jugement par Saint-Simon

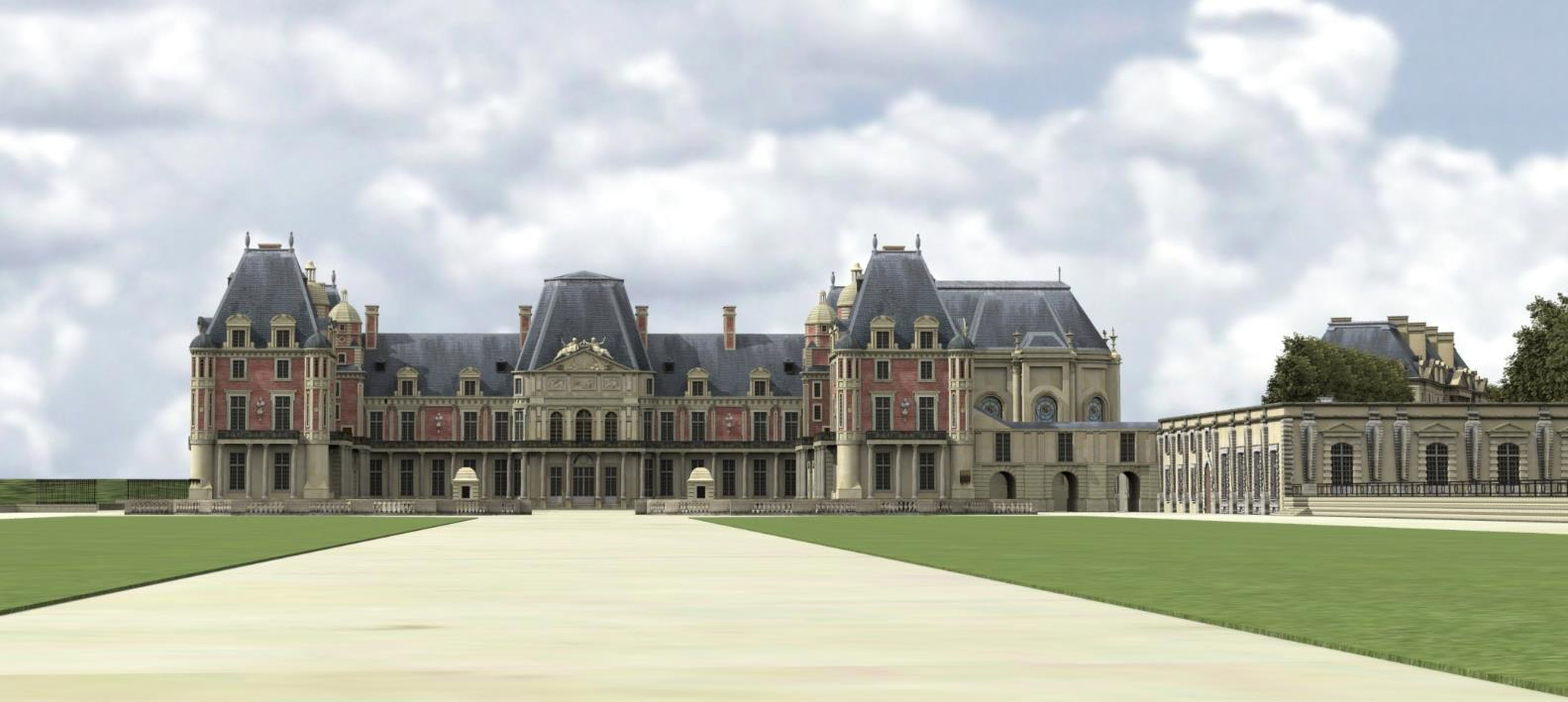
Le château de Meudon au temps de Dumont, vers 1715.

Saint-Simon le cite à de nombreuses reprises dans ses Mémoires.

« Du Mont eut le gouvernement de Meudon. C'était un gentilhomme de bon lieu. Mon père, étant premier gentilhomme de la chambre et premier écuyer de Louis XIII, fit la petite fortune de son père, qui se trouva un homme de mérite et qui l'acheva. Il fut sous-gouverneur du Roi, et mourut dans cet emploi fort estimé. La Bourlie, père de Guiscard, fut mis en sa place. Le Roi prit son fils tout enfant encore, et en chargea le vieux Beringhen, premier écuyer, et dans la suite l'attacha à Monseigneur, duquel il commandait toute l'écurie particulière, sous le premier écuyer du Roi. C'était un grand homme, bien fait et de bonne mine, extrêmement court d'esprit, mais qui, né et élevé à la cour où il avait passé sa vie, en savait la routine et le manège, fort homme d'honneur et bienfaisant, mais avec des fantaisies et des manières comme les gens de fort peu d'esprit et gâtés par la faveur. Il posséda toujours toute celle de Monseigneur, sa plus intime confiance sur tous les chapitres; gouvernait sa bourse particulière et ordonnait ses plaisirs; fort honnête homme pourtant, et qui eut le sens de se maintenir toujours fort bien avec le Roi. Avec toute cette enflure, il n'a jamais oublié ce que son père devait au mien; il le publiait, il lui rendait toutes sortes de respects, et est toujours venu au-devant de moi pour tout et en tout, avec respect et amitié, et se piquant et s'honorant de l'une et de l'autre à mon égard, ce qui se trouvera curieusement dans la suite. Il fut malheureux en famille. Le comte de Brionne en usa avec un éclat qui l'obligea à confiner sa femme à la campagne pour toujours. Sa fille unique lui donna plus de consolation. Elle avait du mérite, et avait épousé un homme fort riche et qu'on ne voyait jamais, presque toujours en Normandie. Il s'appelait M. de Flers, du séditieux nom de Pellevé. Avec Monseigneur, du Mont perdit tout ce qu'on peut perdre, et toutefois il conserva toujours de la considération par estime, et fut toujours bien traité du Roi. Il obtint dans la Régence la survivance de Meudon pour Pellevé, son petit-fils, qui avait une compagnie de gendarmerie, et qui avait de la valeur et de l'estime dans le monde. Il avait épousé la fille de La Chaise, capitaine de la Porte, neveu du P. de La Chaise. Du Mont n'eut pas la douleur de voir sa catastrophe. Il devint fou par intervalles; on ne put lui laisser Meudon où il se conduisait avec toutes sortes d'extravagances. Cela acheva de lui tourner la tête; il finit enfin par s'aller noyer dans la Seine, vers le moulin de Javelle. »